# Garage: Bad Dream Adventure
Garage: Bad Dream Adventure, o anche conosciuto semplicemente con il titolo Garage (ガラージュ?, Garāju) è un videogioco per PC e Macintosh in stile avventura grafica con elementi horror e surreali prodotto da Kinotrope e pubblicato nel 1999 dalla EMI Music Japan (all'epoca conosciuta con il nome di Toshiba EMI) per il solo mercato giapponese.
Per via della sua limitatissima disponibilità, a distanza di quasi dieci anni dalla sua pubblicazione, il titolo divenne talmente raro da spingere alcuni utenti ad una disperata ricerca sulla rete, nella speranza di trovare il file eseguibile e di renderlo reperibile. L'operazione si rivelò talmente ardua da portare alcuni utenti a pensare che tutte le copie del titolo fossero andate perdute o, addirittura, che il gioco non fosse mai esistito fin dal principio e che si trattasse solamente di un hoax.
Venne ritrovato nel 2014 dopo essere apparso in un'asta online dove venne acquistato da alcuni utenti che provvedettero immediatamente ad effettuare un ripping del CD e a renderne il contenuto pubblico.

## Trama
Garage presenta una trama estremamente criptica che narra la storia di un piccolo robot che vagabonda per un mondo sofferente, abitato da esseri biomeccanici, alla ricerca di una misteriosa entità denominata "Ombra".

## Produzione
In principio, il gioco venne ideato dall'artista giapponese Tomomi Yuki Sakuba che partecipò attivamente allo sviluppo del titolo fin dal principio. 
Sakuba si interessò alla produzione videoludica dopo aver giocato Cosmic Osmo and the Worlds Beyond the Mackerel; dopo aver scoperto che quest'ultimo titolo venne realizzato utilizzando HyperCard (un software di programmazione gratuito per gli utenti Macintosh), l'artista si mise a studiare il linguaggio di programmazione lavorando, inizialmente, su alcuni piccoli progetti di prova con l'obiettivo di arrivare a sviluppare un intero videogioco.
Nel 1995 venne realizzato il sito web per Garage dove Sakuba pubblicava i propri aggiornamenti sullo sviluppo del titolo.
Il gioco venne pubblicato il 25 marzo del 1999 in Giappone da parte di EMI Music Japan, al tempo conosciuta con il nome di Toshiba EMI. Per ragioni sconosciute, solo 3000 copie raggiunsero effettivamente gli scaffali; non è chiaro se questa fosse una scelta di Sakuba con l'intento di dar maggior valore artistico alla sua opera oppure il frutto di un problema di forza maggiore.

## Presunta scomparsa e ritrovamento
Poco dopo il suo rilascio, si persero quasi totalmente le tracce del gioco, tanto da attrarre l'interesse di svariati internauti che si cimentarono alla ricerca del titolo nella speranza di poterlo rendere pubblico per il download. Per i primi anni, tutti gli sforzi risultarono quasi completamente vani, considerando anche che Sakuba, dopo essere stato contattato diverse volte in merito, si dichiarò sempre restio ad effettuare un ripubblicazione di Garage. Nonostante questo, nel 2007, una copia intitolata: "Garage Private Edition" venne messa in vendita sul sito di Sakuba, venendo venduta poco dopo. 
Tutto ciò porto il pubblico a pensare che il gioco fosse andato perduto o che potesse addirittura essere una leggenda metropolitana. Queste voci vennero smentite quando, nel 2014, Garage venne finalmente ritrovato da un gruppo di utenti su un'asta online e, con il permesso dello stesso Sakuba, pubblicarono online tutti i file richiesti per operare il gioco anche sui sistemi operativi moderni.
Nel 2021, Garage venne pubblicato per smartphone Android e iOS.
L'8 luglio 2022, il gioco è stato reso disponibile anche su Steam. 